# Okręg Millau
Okręg Millau (fr. Arrondissement de Millau) – okręg w południowo-zachodniej Francji. Populacja wynosi 70 700.

## Podział administracyjny
W skład okręgu wchodzą następujące kantony:
- Belmont-sur-Rance,
- Camarès,
- Campagnac,
- Cornus,
- Millau-Est,
- Millau-Ouest,
- Nant,
- Peyreleau,
- Saint-Affrique,
- Saint-Beauzély,
- Saint-Rome-de-Tarn,
- Saint-Sernin-sur-Rance,
- Salles-Curan,
- Sévérac-le-Château,
- Vézins-de-Lévézou.